# Sericostoma subaequale
Sericostoma subaequale là một loài Trichoptera trong họ Sericostomatidae. Chúng phân bố ở miền Cổ bắc.